# Município de Plain (condado de Wood, Ohio)
O município de Plain (em inglês: Plain Township) é um município localizado no condado de Wood no estado estadounidense de Ohio. No ano de 2010 tinha uma população de 1.663 habitantes e uma densidade populacional de 26,37 pessoas por km².

## Geografia
O município de Plain encontra-se localizado nas coordenadas 41° 22′ 46″ N, 83° 42′ 58″ O. Segundo a Departamento do Censo dos Estados Unidos, o município tem uma superfície total de 63.06 km², da qual 62.99 km² correspondem a terra firme e (0.11%) 0.07 km² é água.

## Demografia
Segundo o censo de 2010, tinha 1.663 habitantes residindo no município de Plain. A densidade populacional era de 26,37 hab./km². Dos 1.663 habitantes, o município de Plain estava composto pelo 95.31% brancos, o 1.14% eram afroamericanos, o 0.3% eram amerindios, o 0.6% eram asiáticos, o 0.24% eram insulares do Pacífico, o 0.84% eram de outras raças e o 1.56% pertenciam a duas ou mais raças. Do total da população o 4.27% eram hispanos ou latinos de qualquer raça.